# Opération Schwarz
Seconde Guerre mondiale
Batailles
Opérations anti-partisans en Croatie
L'opération Schwarz également appelée opération Fall Schwarz menée par les forces de l'Axe du 15 mai 1943 au 15 juin 1943 était destinée à détruire les groupes de partisans de Tito qui avaient réussi à s'échapper dans le Nord du Monténégro, après l'opération Fall Weiss.
Cette opération qui est considérée comme la 5e offensive anti-Partisans en Yougoslavie connaitra son point culminant lors de la bataille de la Sutjeska.

## But de l'opération

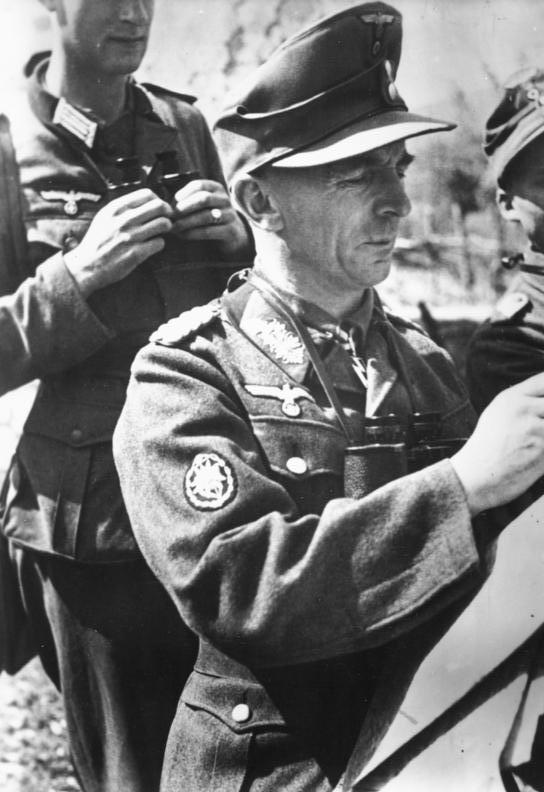
Le général Walter Stettner Ritter von Grabenhofen, de la 1ère division de montagne, Monténégro, juin 1943

Cette opération était destinée à engager et détruire les formations de partisans de Tito qui avaient réussi à s'échapper dans le Nord du Monténégro avec leurs blessés après la conclusion de l'opération Fall Weiss au cours de la deuxième quinzaine de mars. 
Il était essentiel pour les Allemands, à ce moment-là, d'éliminer la menace des partisans et de sécuriser leurs lignes de communication dans les Balkans en raison d'une crainte croissante d'un débarquement allié en Grèce ou le long de la côte adriatique après la reddition des forces de l'Axe en Tunisie.
| \| Foča Sutjeska (rivière) Piva (rivière) \| |
| Foča Sutjeska (rivière) Piva (rivière)       |

## Forces en présence
Forces de l'Axe
Les forces de l'Axe représentent une force totale de 127 000 hommes environ.
 Reich allemand 67 000 hommes environ
- 1. Gebirgs-Division
- 118. Jäger-Division
- 369. Infanterie-Division (kroat.)
- Jäger-Regiment 724 du 104. Jäger-Division
- Regiment 4 Brandenburg

 Waffen-SS
- 7. SS-Freiwillige-Gebirgs-Division Prinz Eugen

 Royaume d'Italie
- 1ª Divisione alpina "Taurinense" (it)
- 19ª Divisione fanteria "Venezia" (it)
- 23ª Divisione fanteria "Ferrara"
- 32ª Divisione fanteria "Marche" (it)
- 151ª Divisione fanteria "Perugia" (it)
- 154e division d'infanterie Murge

 Bulgarie
- 61e régiment de la 24e division d'infanterie
- 63e régiment de la 22e division d'infanterie

 État indépendant de Croatie
- 4e brigade de chasseurs
- 9e régiment d'infanterie
- 14e régiment d'infanterie
- 15e régiment d'infanterie

 Tchetniks
- 1 brigade (2 bataillons)

 Partisans
Les forces des partisans représentent une force totale de 19 700 combattants environ.
- 1re division des partisans (NOVJ)
- 2e division des partisans (NOVJ)
- 3e division des partisans (NOVJ)
- 7e division des partisans (NOVJ)
- 3e brigade de Dalmatie
- 3e bataillon de la 4e brigade prolétarienne
- 2e bataillon de la 5e brigade du Monténégro
- 5e bataillon de la 5e brigade du Monténégro
- Groupe d'opération Drina

## L'opération
Connue dans la littérature yougoslave sous le nom de « cinquième offensive ennemie » et/ou de « bataille de la Sutjeska », l'opération Schwarz était la deuxième plus grande opération anti-partisans menée en Yougoslavie en ce qui concerne le nombre total de troupes employées, mais aussi la plus importante en termes de densité de force (ratio des troupes par kilomètre carré).
Ce fut l'une des rares opérations anti-partisans menées en Yougoslavie qui provoqua une surprise quasi totale chez les partisans qui n'imaginaient pas qu'une telle attaque aurait pu avoir lieu et du déséquilibre des forces. 
Le terrain d'action et de combat était situé au sud de Foča entre les rivières Piva et Tara dans un terrain montagneux extrêmement difficile.
Le plan d'attaque a suivi le schéma habituel. Sous le commandement général du « Befehlshaber der Deutschen Truppen à Kroatien » (« commandant des troupes allemandes en Croatie ») Rudolf Lüters, la force d'attaque encercle et boucle les partisans, puis resserre lentement le nœud coulant entre le 15 et le 20 mai.
Pris et désespéré, Tito et sa force principale tentent à plusieurs reprises de percer le cordon du 21 mai au 9 juin. 
Au petit matin du 10 juin, une percée est réussie et, jusqu'au 14 juin, les principales divisions de force de Tito, épuisées, parviennent, après de durs combats, à traverser la rivière Sutjeska sur un front extrêmement étroit et avancer en Bosnie orientale à l'ouest de Foča. Si Tito a réussi à s'échapper avec plus de la moitié de ses hommes après un mois de combats intenses et sauvages, ses pertes sont néanmoins catastrophiques.

## Bilan
Allemands : 583 tués, 425 blessés et un nombre inconnu de disparus.
Italiens : inconnu (mais relativement peu comparé aux Allemands).
Bulgares : inconnu (mais très peu).
Croates : inconnu (mais environ un quart de ceux perdus par les Allemands)
Partisans : 6 391 combattants plus environ 2 537 civils abattus sur place. Total : 8 928.